# Ebbe Rode
Ebbe Rode, född 10 maj 1910 i Frederiksberg, död 23 maj 1998, var en dansk skådespelare. Han var son till Helge och Edith Rode.
Rode var knuten till Det Konglige Teater 1932–1956 och från 1965. Han har också framträtt på film och i TV.

## Filmografi i urval
- 1987 – Babettes gästabud
- 1983 – De uanstændige
- 1967 – Ryck mej i svansen, älskling!
- 1964 – Gertrud
- 1952 – Det kunne vært deg
- 1946 – Ditte människobarn
- 1944 – Åtta ackord
- 1942 – Lykken kommer
- 1942 – Frk. Vildkat
- 1942 – Urspårad (Afsporet)

## Teater

### Roller (ej komplett)
| År   | Roll     | Produktion                                    | Regi                           | Teater                   |
| ---- | -------- | --------------------------------------------- | ------------------------------ | ------------------------ |
| 1973 | Arnolphe | Äktenskapsskolan (L'école des femmes) Molière | Lars-Levi Læstadius John Price | Helsingborgs stadsteater |
| 1976 | Edgar    | Dödsdansen August Strindberg                  | Hans Polster                   | Helsingborgs stadsteater |